# Yves Rocher
Yves Rocher (La Gacilly, 7 aprile 1930 – Parigi, 26 dicembre 2009) è stato un imprenditore francese, fondatore dell'omonima azienda di cosmetici.

## Biografia
Nato a La Gacilly, Yves Rocher sviluppa l'interesse per il mondo vegetale nel dipartimento di Morbihan, nel cuore della Bretagna.. Figlio di un cappellaio, il cui negozio è al piano terra della loro casa, a 14 anni è costretto a superare l’improvvisa perdita del padre, evento che lo spinge a rifugiarsi nei boschi e a trovare conforto grazie all’impatto positivo della natura. 
Diviene un botanico che realizza i prodotti di bellezza a base di piante nella casa di famiglia, che trasforma in laboratorio; più precisamente un giorno incontra una strana vecchietta per strada, che gli dà la ricetta per una pomata, che esiste ancora adesso nei prodotti Yves Rocher, una pomata all'arnica da fare in casa. A Yves piace molto l'idea del fare cosmetici con il vegetale e in casa, tanto che si mette a rifare questa pomata più e più volte, finché non decide di venderla. Mette gli annunci sul giornale e riscuote successo piano piano ma in modo costante. Alcuni lo ritenevano un "pazzo visionario", perché voleva creare una linea di cosmetica per donne con il nome di un uomo. Oggi nella sua casa a La Gacilly sono aperte due stanze, una che fu il suo primo laboratorio, l'altra il suo "ufficio". Nella sua soffitta ci sono tutte le lettere delle prime clienti, che esprimevano pareri riguardo al prodotto, dato che Rocher fu il primo a inventare e utilizzare la vendita per corrispondenza, per aver un contatto diretto con il/la consumatore/trice. I suoi prodotti sono ecosostenibili, poiché Yves Rocher si impegna come azienda a rispettare la pelle (formule naturali, principi attivi 100% vegetali, oltre 1.000 ingredienti di origine vegetale, 0% OGM)  sia il Pianeta (facendo le confezioni dei prodotti e i prodotti stessi, eccetto l'interno, riciclando plastica e vetro, utilizzando meno plastica possibile e usando cartone proveniente da foreste gestite responsabilmente, tutti imballaggi eco concepiti). Il marchio Yves Rocher ha sempre rispettato la regola delle 4 R: ridurre, riutilizzare, riciclare e ripensare. Nel villaggio dove è nato, Yves Rocher nel 1959 ha creato e sviluppato la sua azienda e adesso La Gacilly vive grazie a questa azienda: è un paesino della Bretagna magnifico, con oltre sessanta ettari di terreno, in cui nove piante emblematiche (Fiordaliso, Calendula, Arnica, Camomilla Matricaria, Nasturzio, Camomilla Romana, Menta Piperita, Erba Cristallina, Edulis, Malva) vengono coltivate secondo i dettagli dell’agro-ecologia e rispettando l’ecosistema circostante. Da gennaio 2020 Yves Rocher fa parte di UEBT, Union For Ethical Bio Trade, che riunisce le aziende che operano rispettando persone e biodiversità all’interno delle proprie filiere produttive. Le nove piante emblematiche sono certificate UEBT dal luglio 2021. L'azienda è in continuo sviluppo, alla ricerca di piante ancora non scoperte, per migliorarsi sempre.
Yves Rocher è stato anche un raccoglitore, coltivatore, produttore e rivenditore, che ha ideato un modello economico nuovo, comprendente tutte le fasi del ciclo di vita dei prodotti, dalla creazione alla distribuzione. La sua idea era di evitare gli intermediari per rendere la bellezza alla portata di un maggior numero di donne. Oggi il marchio Yves Rocher è ancora basato su questo modello innovativo.
Nel 1991 ha dato vita alla Fondazione Yves Rocher, oggi sotto la guida del figlio Jacques Rocher, che ne è presidente. La Fondazione ha il compito di custodire la conservazione della biodiversità, sostenendo uomini e donne che agiscono per cambiare il mondo. 
Rocher si ritirò dalla società nel 1992, passando il controllo a suo figlio Didier, ma tornò al timone dopo la morte di Didier nel 1994. Suo nipote Bris è stato nominato vicepresidente nel 2007 e ha rilevato la società completamente nel 2009.

## Vita privata
Sindaco di La Gacilly dal 1962 al 2008, nel 1982 Rocher è stato eletto nel Consiglio del Dipartimento del Morbihan. Nel 2008 è stato insignito della Legion d'onore ed è stato eletto nel 1992 nel Consiglio regionale (Francia) della Bretagna. Era un membro dell’Ordine dell'Ermellino. Muore il 26 dicembre del 2009.

## Yves Rocher oggi
Brand cosmetico n.1 in Francia, Yves Rocher ha venduto 300 milioni di prodotti in tutto il mondo. Conta su 8.000 dipendenti ed è presente in 100 mercati con più di 3.000 punti vendita, servendo 30 milioni di clienti. Operativa in Italia dal 1984, vanta oltre 400 dipendenti, 111 punti vendita e circa 200.000 consulenti di bellezza. Nell’aprile del 2021 Yves Rocher Italia è diventata Società Benefit e da luglio 2021 è guidata dal General Manager Carlo Bertolatti.
Yves Rocher fa parte di Gruppo Rocher: un gruppo a conduzione familiare indipendente nato in Bretagna, focalizzato sulla creazione di valore. La famiglia del fondatore possiede oltre il 98% dell'azienda, che Bris Rocher dirige dal 2010. Il Gruppo mantiene tutt’oggi la stessa visione di Yves occupandosi ancora della coltivazione delle piante come cultura aziendale. Sempre a La Gacilly, avvengono le coltivazioni e la raccolta delle piante. Tutti i passaggi si svolgono ancora in proprio senza utilizzare laboratori e siti industriali esterni al Gruppo.